# Fédération du Laos de basket-ball
 (février 2024).
Si vous disposez d'ouvrages ou d'articles de référence ou si vous connaissez des sites web de qualité traitant du thème abordé ici, merci de compléter l'article en donnant les références utiles à sa vérifiabilité et en les liant à la section « Notes et références ».
La Fédération du Laos de basket-ball est une association, fondée en 1965, chargée d'organiser, de diriger et de développer le basket-ball au Laos.
La Fédération représente le basket-ball auprès des pouvoirs publics ainsi qu'auprès des organismes sportifs nationaux et internationaux et, à ce titre, le Laos dans les compétitions internationales. Elle défend également les intérêts moraux et matériels du basket-ball laotien. Elle est affiliée à la FIBA depuis 1965, ainsi qu'à la FIBA Asie.
La Fédération organise également le championnat national.